# É Tudo Verdade
É Tudo Verdade – Festival Internacional de Documentários (em inglês:  It's All True – International Documentary Film Festival) é um festival de cinema documental brasileiro. É considerado um dos maiores eventos do gênero na América Latina.
Criado pelo crítico Amir Labaki, teve sua primeira edição em 1996. Desde então, tem sido realizado anual e simultaneamente nas cidades de São Paulo e no Rio de Janeiro, além de algumas mostras itinerantes em outras cidades brasileiras.
Durante o festival, são exibidos tanto curtas quanto médias e longas-metragens, que disputam as competições brasileira e internacional.

## Premiados

### Competição Brasileira

#### Melhor Documentário de Longa ou Média-Metragem (Júri Oficial)
- 1996 - não houve premiação
- 1997 - O Velho, A História de Luiz Carlos Prestes, de Toni Venturi
- 1998 - Geraldo Filme, de Carlos Cortez
- 1999 - A Pessoa é Para O Que Nasce, de Roberto Berliner
- 2000 - Notícias de uma Guerra Particular, de João Moreira Salles & Katia Lund
- 2001 - A Negação do Brasil, de Joel Zito de Araújo
- 2002 - Rocha Que Voa, de Eryk Rocha
- 2003 - O Prisioneiro da Grade de Ferro - Auto-Retratos, de Paulo Sacramento
- 2004 - A Alma do Osso, de Cao Guimarães
- 2005 - Aboio, de Marília Rocha
- 2006 - Caparaó, de Flávio Frederico
- 2007 - Elevado 3.5, de João Sodré, Maíra Buhler e Paulo Pastorelo
- 2008 - Pan-Cinema Permanente, de Carlos Nader
- 2009 - Cidadão Boilesen, de Chaim Litewski
- 2010 - Terra Deu, Terra Come, de Rodrigo Siqueira
- 2011 - Dois Tempos, de Arthur Fontes e Dorrit Harazim
- 2012 - Mr. Sganzerla - Os Signos da Luz, de Joel Pizzini[4]
- 2013 - Mataram Meu Irmão, de Cristiano Burlan[5]
- 2014 - Homem Comum, de Carlos Nader[6]
- 2015 - A Paixão de JL, de Carlos Nader[7]
- 2016 - O Futebol, de Sergio Oksman[8]
- 2017 - Cidades Fantasmas, de Tyrell Spencer[9]
- 2018 - Auto de Resistência, de Natasha Neri e Lula Carvalho[10]
- 2019 - Cine Marrocos, de Ricardo Calil[11]
- 2020 - Libelu - Abaixo a Ditadura, de Diógenes Muniz

#### Melhor Documentário Curta-Metragem (Júri Oficial)
- 1996 - não houve premiação
- 1997 - não houve premiação
- 1998 - não houve premiação
- 1999 - não houve premiação
- 2000 - não houve premiação
- 2001 - Glauces - Estudo de um Rosto, de Joel Pizzini
- 2002 - Casa de Cachorro, de Thiago Villas Boas
- 2003 - Dormentes, de Inês Cardoso
- 2004 - Abry, de Joel Pizzini
- 2005 - Da Janela do Meu Quarto, de Cao Guimarães
- 2006 - Visita Íntima, de Joana Nin
- 2007 - Capistrano no Quilo, de Firmino Holanda
- 2008 - Remo Usai – Um Músico Para o Cinema, de Bernardo Uzeda
- 2009 - No Tempo de Miltinho, de André Weller
- 2010 - Querida Mãe, de Patricia Cornils
- 2011 - A Poeira e o Vento, de Marcos Pimentel
- 2012 - Ser Tão Cinzento, de Henrique Dantas[4]
- 2013 - Pátio, de Aly Muritiba[5]
- 2014 - Borscht - uma Receita Russa, de Marina Quintanilha[6]
- 2015 - Cordilheira de Amora II, de Jamille Fortunato[7]
- 2016 - Abissal, de Arthur Leite[8]
- 2017 - Boca de Fogo, de Luciano Pérez Fernández[9]
- 2018 - Nome de Batismo - Alice, de Tila Chitunda[10]
- 2019 - Sem Título # 5: A Rotina Terá Seu Enquanto, de Carlos Adriano[11]
- 2020 - Filhas de Lavadeiras, de Edileuza Penha de Souza

### Competição Internacional

#### Melhor Documentário de Longa ou Média-Metragem (Júri Oficial)
- 1996 - não houve premiação
- 1997 - Noel Field – Der erfundene Spion(Noel Field, A Lenda de um Espião), de Werner Schweizer
- 1998 - Nespatrené(Os Sem-Visão), de Miroslav Janek
- 1999 - Nós que Aqui Estamos por Vós Esperamos, de Marcelo Masagão
- 2000 - De Grote Vakantie (Férias Prolongadas), de Johan van der Keuken
- 2001 - Sacrificio - Who betrayed Che Guevara? (Sacrifício), de Erik Gandini e Tarik Saleh
- 2002 - August - A Moment Before The Eruption (Agosto - Um Momento Antes da Explosão), de Avi Mograbi
- 2003 - O Prisioneiro da Grade de Ferro - Auto-Retratos, de Paulo Sacramento
- 2004 - A Alma do Osso, de Cao Guimarães
- 2005 - Reportitoner (Ensaios), de Michal Leszczylowski
- 2006 - Die Groesse Stille (O Grande Silêncio), de Philip Groening
- 2007 - Mañana al Mar" (Manhã no Mar), de Ines Thomsen
- 2008 - Cosmonaut Polyakov (Cosmonauta Polyakov), de Dana Ranga
- 2009 - Burma VJ: Reporter i et Lukket Land (VJs de Mianmar - Notícias de um País Fechado), de Anders Høgsbro Østergaard
- 2010 - La Danse – Le Ballet de l'Opéra de Paris (La Danse, O Balé da Ópera de Paris), de Frederick Wiseman, e The Most Dangerous Man in America: Daniel Ellsberg and the Pentagon Papers(O Homem Mais Perigoso da América: Daniel Ellsberg e os Documentos do Pentágono), de Rick Goldsmith e Judith Ehrlich
- 2011 - You Don't Like the Truth: 4 Days Inside Guantanamo (Você Não Gosta da Verdade: 4 Dias em Guantánamo), de Luc Côté e Patricio Henriquez
- 2012 - Planet of Snall (Planeta Caracol), de Seung-Jun Yi[4]
- 2013 - The Machine Which Makes Everything Disappear (A Máquina que Faz Tudo Sumir), de Tinatin Gurchiani[5]
- 2014 - Jasmine, de Alain Ughetto[6]
- 2015 - La France est Notre Patrie (A França é a Nossa Pátria), de Rithy Panh[7]
- 2016 - A Family Affair (Um Caso de Família), de Tom Fassaert[8]
- 2017 - Communion (Comunhão), de Anna Zamecka[9]
- 2018 - The Distant Barking of Dogs (O Distante Latido dos Cães), de Simon Lereng Wilmont[10]
- 2019 - Cold Case Hammarskjöld (O Caso Hammarskjöld), de Mads Brügger[11]

#### Melhor Documentário de Curta-Metragem (Júri Oficial)
- 1996 - não houve premiação
- 1997 - não houve premiação
- 1998 - não houve premiação
- 1999 - não houve premiação
- 2000 - não houve premiação
- 2001 - não houve premiação
- 2002 - não houve premiação
- 2003 - não houve premiação
- 2004 - não houve premiação
- 2005 - não houve premiação
- 2006 - não houve premiação
- 2007 - My Eyes (Meus Olhos), de Erlend E.Mo
- 2008 - Merely a Smell (Apenas Um Odor), de Maher Abi Samra
- 2009 - Severing the Soul (Arrancando a Alma), de Barbara Klutinis
- 2010 - The Darkness of Day (A Escuridão do Dia), de Jay Rosenblatt
- 2011 - Poza zasiegiem (Fora de Alcance), de Jakub Stozek
- 2012 - Abuelas (Vovós), de Afarin Eghbal[4]
- 2013 - A Story for the Modlins (Uma História para os Modlin), de Sergio Oksman[5]
- 2014 - Mamma är Gud (Mãe é Deus), de Maria Bäck[6]
- 2015 - Superjednostka (Supercondomínio), de Teresa Czepiec[7]
- 2016 - The Visit (A Visita), de Pippo Delbono[8]
- 2017 - The Shepherd (O Cuidador), de Joost Van Der Wiel[9]
- 2018 - Resonances (Ressonâncias), de Nicolas Khoury[10]
- 2019 - Nove Cinco (Ressonâncias), de Tomás Arcos[11]